# Cheng Zhi
Cheng Zhi est un personnage fictif de la série télévisée américaine 24 heures chrono. Il est interprété par l'acteur Tzi Ma.

## Apparitions

### Jour 4
Après la mort du consul Koo Yin, le nouveau consul Su Ming ordonne à Cheng Zhi de mener l'enquête pour savoir qui a ordonné cette opération. Celui-ci identifie, après avoir visionné les bandes des caméras de surveillance, Howard Bern, un agent de la cellule. Sachant que le gouvernement ne veut pas que la Chine sache qui a ordonné cet assaut, Cheng « résiste ». Après quelques heures, il arrive à la cellule anti-terroriste. Pendant qu'il pose des questions à Bill Buchanan, Jack Bauer en profite pour évacuer Howard Bern hors de la cellule. Seulement dans l'avant-dernière épisode de la saison 4, Cheng Zhi kidnappe Howard et l'emmène quelque part pour l'interroger. Hélas, pour le gouvernement, Howard avoue à Cheng que le responsable de l'opération ayant mené à la mort du consul chinois est Jack Bauer. Le gouvernement chinois demande au président Logan de leur livrer Bauer pour qu'il soit jugé selon les lois chinoises. Pour prévenir le discrédit qui frapperait le gouvernement américain, le Président Charles Logan soutient implicitement son conseiller Walt Cummings dans son idée d'assassiner Jack. Néanmoins, avec l'aide de ses amis : David Palmer, Tony Almeida, Michelle Dessler et Chloe O'Brian, Jack simule sa propre mort. Jack étant désormais « mort » aux yeux de tout le monde sauf pour ses amis, il vit désormais sous une autre identité.

### Jour 5
Cheng apparaît par surprise dans l'ultime épisode de la saison 5 où il réussit à capturer Jack. Pensant n'avoir plus aucune chance de s'en sortir, Jack le supplie de le tuer. Cheng lui rétorque alors : « Vous êtes bien trop précieux pour qu'on vous tue Monsieur Bauer ». Après cela, il l'emmène jusqu'en Chine pour l'interroger et le torturer, le fait que Jack ait été conseiller spécial du secrétaire à la Défense Heller faisant de lui une véritable mine d'or pour les Chinois.

### Jour 6
Cheng revient dans le premier épisode de la saison 6 pour libérer Jack (le nouveau président, Wayne Palmer, a négocié sa libération). Puis Cheng refait surface après la neutralisation de la menace que représentaient les mallettes nucléaires détenues par Abu Fayed pour demander à Jack de lui donner le circuit FB de l'une des bombes car ce circuit contient les codes de défense russes. Afin d'obtenir la coopération de Jack, Cheng utilise Audrey Raines (qu'on croyait morte jusqu'alors) comme monnaie d'échange. Jack obéit, mais est arrêté par Mike Doyle et son équipe alors qu'il tentait de s'emparer du dit circuit. En état d'arrestation, Jack demande à Bill Buchanan la permission de téléphoner au Président Wayne Palmer pour lui demander de l'autoriser à mener l'échange pour récupérer Audrey, tout en évitant que le composant tombe entre les mains de Cheng. Pour convaincre le président, Jack affirme qu'il fera exploser le composant avec une charge d'explosif C4, même s'il doit y perdre la vie. Cheng libère Audrey en échange alors, qu'il lui donne le dispositif. Mais avant que Jack active le détonateur, Doyle et son équipe interviennent. Cheng profite de la confusion pour s'enfuir, et se trouve désormais en possession du circuit tant convoité.
Pendant l'épisode 20, il transfère les données du dispositif à une autre personne, cependant il s'avère que le dispositif a été endommagé au cours de l'échange et que, pour le réparer, Cheng a besoin d'une technologie à laquelle il n'a pas accès.
Phillip Bauer refait surface dans l'épisode 21 où il aide Cheng à réparer le circuit. Mais il demande d'abord de capturer Josh Bauer, son petit-fils, car il souhaite l'élever en Chine. À la fin de la saison, il est gravement blessé dans une plate-forme tenue par Philip Bauer, il sera arrêté et ramené à la cellule par Bill Buchanan, où il dira « Mon peuple ne m'abandonnera comme vous l'avez fait avec Jack Bauer ».

### Jour 9
Cheng, présumé mort, revient contre toute attente pour s'emparer du module afin d'engendrer une guerre entre les États-Unis et la Chine, se sentant trahi par cette dernière. Cheng et ses hommes tuent toute l'équipe d'Adrian Cross ainsi que ce dernier, d'une balle dans la tête. Il kidnappe également Chloe O'Brian et détruit un porte-avion chinois en lançant un faux ordre de tir à un sous-marin américain à l'aide du module. Il est finalement capturé par Jack Bauer. Après avoir prouvé au président chinois que Cheng est bel et bien en vie, évitant de ce fait une guerre entre la Chine et les États-Unis, Jack le décapite.